# Гудилин, Николай Петрович
Николай Петрович Гудилин — советский хозяйственный, государственный и партийный деятель.

## Биография
Родился в 1911 году. Член ВКП(б) / КПСС.

### Образование
С 1946 по 1949 — слушатель Высшей партийной школы при ЦК ВКП(б).

### Трудовая деятельность
В 1931—1973 гг. — на комсомольской работе в Новосёловском районе Красноярского края, 1-й секретарь Новосёловского районного комитета ВКП(б), заместитель председателя Исполнительного комитета Областного Совета Хакасской автономной области, второй, первый секретарь Хакасского областного комитета ВКП(б), директор Красноярской высшей партийной школы, председатель партийной комиссии при Красноярском крайкоме КПСС.
Умер в 2002 году в Курске.